# José Cardozo (político)
José Cardozo (Ibirama, 28 de fevereiro de 1962 – Joinville, 8 de julho de 2018) foi um político brasileiro.
Filho de Fermino Cardozo e de Agueda Cardozo. Casou com Graceli Vargas Cardozo.
Foi candidato a deputado estadual à Assembleia Legislativa de Santa Catarina pelo PPS nas eleições de 2006, obtendo 5.198 votos. Ficou suplente, foi convocado para a 16ª Legislatura (2007-2011) e assumiu em 29 de abril de 2009 a vaga do deputado licenciado Sérgio Grando.
Morreu em acidente automobilístico.